# Miss República Dominicana 1974
Miss República Dominicana 1974 fue celebrado el 2 de febrero de 1974. Hubo 28 delegadas en el concurso. La ganadora escogida representará la República Dominicana en el Miss Universo 1974. Virreina fue al Miss Mundo 1974. El resto de la semifinalista fueron a diferente concurso internacionales.

## Resultados
| Resultados                          | Candidatas |
| ----------------------------------- | --- |
| Señorita República Dominicana 1974  | Espaillat - Jacqueline Cabrera |
| Señorita Mundo República Dominicana | La Vega - Giselle Scanlón |
| Primera Finalista                   | Salcedo - Gina Duarte |
| Segunda Finalista                   | Ciudad Santo Domingo - Ana McLaughlin |
| Tercera Finalista                   | Santiago - Milvia Súarez |
| Cuadra-finalistas                   | Puerto Plata - Isaura Ureña Dajabón - Maira Cuello Valverde - Levi Cardona Distrito Nacional - Joana Veras Azua - Digna Ferreira                                 |
| Semi-finalistas                     | La Altagracia - Marisela Solano San Cristóbal - Reyna Gómez Monte Cristi - Auxiliadora Hernández Bahoruco - Mabel Duarte María Trinidad Sánchez - Janet Van Zamr |

### Premios especiales
Mejor Rostro - Ana McLaughlin (Ciudad Santo Domingo)

Mejor Traje Típico - Ana Rodríguez (Santiago Rodríguez)

Miss Fotogenica - Laura Tavares (Seibo)

Miss Simpatía - Tatiana Cruz (San Pedro de Macorís)

## Candidatas
| Representa             | Candidata                            | Oriunda                    |
| ---------------------- | ------------------------------------ | -------------------------- |
| Azua                   | Digna María Ferreira Díaz            | Azua de Compostela         |
| Bahoruco               | Mabel Dayana Duarte Castro           | Santiago de los Caballeros |
| Barahona               | Edickta Melan Martínez Caba          | Santa Cruz de Barahona     |
| Ciudad Santo Domingo   | Ana Cristina McLaughlin Merano       | Santo Domingo              |
| Dajabón                | Ana Maira Cuello Victo               | Santiago de los Caballeros |
| Distrito Nacional      | Joana Cindy Veras Knipping           | Santo Domingo              |
| Duarte                 | Julia Mildred Martes Peralta         | Concepción de La Vega      |
| Espaillat              | Jacqueline María Cabrera Vargas      | Moca                       |
| Independencia          | Cecilia Ceneyda Rosario de Vargas    | Duvergé                    |
| La Altagracia          | Marisela Reyna Solano Roig           | Santiago de los Caballeros |
| La Estrelleta          | Ana Carolina Padrón Zamora           | Santo Domingo              |
| La Romana              | Patria Sonia de la Cruz Salcedo      | Santo Domingo              |
| La Vega                | Giselle María Scanlón Grullón        | Concepción de La Vega      |
| María Trinidad Sánchez | Janet Van Zamr Batista               | Santo Domingo              |
| Monte Cristi           | Auxiliadora Carmen Hernández Sosa    | Santiago de los Caballeros |
| Pedernales             | Marisol Victoria del Río Pidres      | Santo Domingo              |
| Peravia                | Julisa Isaura Henríquez Marrón       | Santo Domingo              |
| Puerto Plata           | Isaura Rita Ureña del Rosario Vargas | San Felipe de Puerto Plata |
| Salcedo                | Ana Gina Duarte Víllanueva           | Salcedo                    |
| Samaná                 | Lila Patricia Mendoza Sonza          | Santiago de los Caballeros |
| San Cristóbal          | Reyna Julie Gómez Fernández          | Santo Domingo              |
| San Juan               | Cristina Estefanía Ynoa Reynosa      | Santiago de los Caballeros |
| San Pedro de Macorís   | Tatiana Sandra Cruz Sosa             | Santo Domingo              |
| Sánchez Ramírez        | Isabel Fernanda Martínez Matos       | Santo Domingo              |
| Santiago               | Milvia Trinidad Súarez Muffdy        | Licey al Medio             |
| Santiago Rodríguez     | Ana Gabriela Santos Rodríguez        | San Ignacio de Sabaneta    |
| Seibo                  | Laura Carolina Tavares Batista       | Santa Cruz de El Seibo     |
| Valverde               | Levi del Mar Cardona Sierro          | Santa Cruz de Mao          |

## Trivia
- La Virreina, Giselle Scanlón es la madre de Miss República Dominicana 2004, Larimar Fiallo.